# Torre de la Guàrdia
|  | Per a altres significats, vegeu «Torre de la Guàrdia d'Urgell». |

La Torre de la Guàrdia és una torre de telegrafia òptica al cim del turó de la Guàrdia, de 385 metres d'altitud i prop del nucli de Sant Pau de l'Ordal, al terme municipal de Subirats (Alt Penedès), protegida com a bé cultural d'interès local. El nom prové d'una antiga torre de guaita de petites dimensions, que servia per a vigilar el camí durant l'alta edat mitjana, de la que queden unes restes a tocar de la torre de telegrafia. Formava part de la línia de telegrafia òptica civil de Madrid a La Jonquera. La torre anterior era la de Vilafranca del Penedès, i la següent la torre de l'Ordal, a Subirats.
La torre és de planta quadrada, d'uns dos metres d'alçària, amb una mena de sòcol, tot de pedra de marge enganxada amb fang, que envolta la construcció. Hi ha una mancança absoluta de documentació sobre aquesta torre. Probablement l'origen de la torre annexa sigui alt-medieval i formés part del sistema de guaita, juntament amb la torre de Can Llopart que alertava el castell de Subirats.
La torre coincideix amb un vèrtex geodèsic.